# Zeichenkettenalgorithmus
Bei Zeichenkettenalgorithmen (englisch string algorithms) handelt es sich um Algorithmen, die auf Zeichenketten arbeiten. Dabei werden beispielsweise Übereinstimmungen innerhalb eines oder zwischen mehreren Zeichenketten gesucht. 
Anwendungen sind:
- String-Matching-Algorithmen
- das Suchen regulärer Ausdrücke
- Parser verwenden Zeichenkettenalgorithmen.